# 国际制冷学会
国际制冷学会（英語： - IIR；法語： - IIF）是一家致力于在全球范围内推广制冷知识以及相关技术和应用的独立政府间科学技术组织。这些技术和应用以具有成本效益和环境可持续性的方式改善生活质量，包括：
- 从农场到消费者的食品质量和安全
- 居家和商业建筑的舒适度
- 保健产品和服务
- 低温技术和液化气技术
- 能源效率
- 以安全的方式使用臭氧层友好和低程度加剧全球变暖的制冷剂。

学会的科学技术活动由十个委员会协调，分为五个不同的部分。

## 历史
19世纪初，以酿酒厂为代表，夏季的天然冰需求急剧增加，人们开始研究制冰的方法。尽管奧利弗·埃文斯是第一个记录蒸汽压缩循环的人，但美国人雅各布·珀金斯于1835年率先为基于此方法的机器申请了专利。
1855年，詹姆斯·哈里森发明了第一台工业压缩机。1859年费迪南德·卡雷发明了吸收装置，随后蒸气压缩式冰箱的模型问世。
1885年，法国工程师查尔斯·泰利尔发明了更为简单的蒸汽压缩式冰箱，至今仍在使用。
为了支持制冷技术的发展，同时考虑到制冷技术代表的经济发展潜力，IIR的创建分为以下几个阶段：
- 1908年10月5日至10日：在迅速发展的全球工业和对绝对零度的科学追求的推动下，第一届国际制冷大会上在法国巴黎索邦大学举行，有5,000多名与会者参加。
- 1909年1月25日：由35个国家的代表组成的第一届国际制冷协会诞生。
- 1920年6月21日：协会改组并正式命名为国际制冷学会。

1954年12月1日签署的《国际制冷学会的国际协定》和1956年11月20日签署的《适用国际协定的通则》确立了IIR的国际组织地位。
自此IIR一直在设在巴黎的总部运作，并成为了一个制冷行业的国际组织。自成立以来，IIR每四年举办一次国际制冷大会，现在其活动范围扩大到涵盖了各种各样的制冷主题的十个系列会议。IIR与各国政府一道，致力于促进制冷知识的可持续发展，并向公司、大学、专业人士等方提供关键服务，传播相关技术信息。

## 组织结构
IIR使用英语和法语两种语言运作。

### 法定机构

#### 大会
IIR大会确定IIR的总体政策，每四年召开一次，由成员国任命的代表组成。
大会现任主席是Min Soo Kim（首尔国立大学，2019年8月 - ）。执行委员会主席和副主席由大会选举产生。

#### 执行委员会
IIR执行委员会负责IIR日常运行，每年召开一次。每个成员国由一名执行委员会代表，执行委员会还有一名主席和三至六名副主席。
执行委员会现任主席是Felix Ziegler（德国代表，柏林工业大学能源工程学院教授，2019年8月 - ）。

#### 管理委员会
执行委员会闭会期间，IIR管理委员会负责IIR的总体管理。管理委员会包括：
- 执行委员会主席
- 三名委员，每四年由执行委员会选举一次
- 三名委员，每四年由科学技术理事会选举一次

### 科学技术理事会(STC)
STC负责协调IIR的科学技术活动。STC包括五个部门，再分为十个委员会。STC包括：
- 一位主席
- 六位副主席
- 十位委员会主席
- 一位大会联络联系人

STC现任主席是Gérald Cavalier（2019年8月 - ）。

### 委员会

#### A：低温和液化气
- A1委员会：低温物理学和低温工程

- A2委员会：液化和气体分离

#### B部分：热力学，设备和系统
- B1委员会：热力学和传递过程

- B2委员会：制冷设备

#### C：生物与食品技术
- C1委员会：低温生物学，低温医学和健康产品

- C2委员会：食品科学与工程

#### D：储存和运输
- D1委员会：冷藏

- D2委员会：冷藏运输

#### E：空调，热泵和能量回收
- E1委员会：空调

- E2委员会：热泵和能量回收

## 活动与服务

### FRIDOC数据库
FRIDOC致力于成为制冷领域全球最全面的数据库，包含了所有制冷领域中超过100,000个引用。 
FRIDOC中引用了大量科学技术文件，还包含许多评论文章、有关经济数据和统计的文件，有关法规和标准化的文章等。

#### 刊物
IIR有200多种有关制冷技术和应用的出版物，包括参考文件、指南、技术书籍、会议论文、会议记录和制冷剂热物理性质的表格和图表等。

#### 《国际制冷杂志》
IIR每月出版《国际制冷杂志》 。

#### 通讯作品
IIR每月出版一份电子通讯。

### 会议和代表大会
IIR举行相关主题的国际会议和代表大会 ：
- 天然制冷剂
- 冷链
- 磁制冷
- 低温
- 压缩机
- 相变材料和浆料
- 制冷剂的热物理性质和传递过程
- 新技术

#### 国际制冷大会
1908年IIR国际制冷大会首次举行，之后每四年举行一次。大会涵盖了制冷的所有领域，聚集了主要的国际利益相关者，并就未来工业的可持续发展提出观点。

### 专业目录
IIR发布两个专业目录：收录了55个国家/地区的300多个实验室的《实验室目录》 和收录了400多位制冷领域的国际专家的《专家名录》。

### 工作小组
IIR工作组由专家临时组成，负责处理特定问题引起的项目。

## 研究项目

### REAL Alternatives 4 LIFE
由LIFE EU资助。

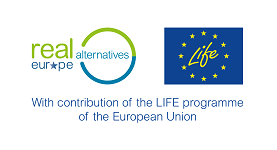
REAL Alternatives 4 LIFE logo

持续时间： 3年（2017年6月至2020年6月）

### CryoHub
由欧盟“地平线2020研究与创新计划”资助。
持续时间： 3.5年并延长（2016年4月-2020年9月）

### SuperSmart
由欧盟“地平线2020研究与创新计划”资助。
持续时间： 3年（2016年2月-2019年1月）

### ELICiT
由FP7资助。
持续时间： 3年（2014年1月-2016年12月）

### COOL-SAVE
由欧洲智能能源基金会资助。
持续时间： 3年（2012年– 2015年4月）

### REAL Alternatives
由欧盟终身学习计划资助。
持续时间： 2年（2013年-2015年）

### FRISBEE
由FP7资助。
持续时间： 4年（2010年8月-2014年8月31日）

## IIR网络
IIR现今有59个成员国。

### 成员国
| 阿尔及利亚 |              | 奥地利   | 比利时   |            | 保加利亚   |
| 布吉納法索 | 喀麦隆       | 加拿大   |          | 中国       | 刚果共和国 |
|            | 古巴         | 捷克     | 埃及     | 芬兰       | 法國       |
| 加彭       | 德国         | 几内亚   | 匈牙利   | 印度       | 爱尔兰     |
| 以色列     | 義大利       |          | 日本     | 约旦       | 黎巴嫩     |
| 马达加斯加 | 马来西亚     |          | 摩洛哥   | 荷蘭       | 新西兰     |
| 尼日尔     | 北馬其頓     | 挪威     | 波蘭     |            | 羅馬尼亞   |
| 俄羅斯     | 沙烏地阿拉伯 | 塞爾維亞 | 斯洛伐克 | 斯洛維尼亞 |            |
| 西班牙     | 苏丹         | 瑞典     | 多哥     | 突尼西亞   | 土耳其     |
| 阿联酋     | 英国         | 美国     |          | 越南       |            |